# Niemcy na Letniej Uniwersjadzie 2009
Niemcy na Letniej Uniwersjadzie w Belgradzie reprezentowało 116 zawodników. Niemcy zdobyli 17 medali (3 złote, 3 srebrne i 11 brązowych). 
Sporty drużynowe w których Niemcy brały udział:
| Dyscyplina  | Mężczyźni | Kobiety |
| Koszykówka  | ✔         |         |
| Piłka nożna |           | ✔       |
| Piłka wodna |           |         |
| Siatkówka   | ✔         |         |

## Medale

### Złoto
- Betty Heidler - lekkoatletyka, rzut młotem
- Ariane Friedrich - lekkoatletyka, skok wzwyż
- Annika Mehlhorn - pływanie, 200 m stylem motylkowym

### Srebro
- Jonna Tilgner - lekkoatletyka, 400 m przez płotki
- Dorothea Brandt - pływanie, 50 m stylem dowolnym
- Helge Meeuw - pływanie, 100 m stylem grzbietowym

### Brąz
- Steffen Uliczka - lekkoatletyka, bieg na 3000 m z przeszkodami
- Markus Munch - lekkoatletyka, rzut dyskiem
- Mareike Rittweg - lekkoatletyka, rzut oszczepem
- Kathrin Klaas - lekkoatletyka, rzut młotem
- Julia Wanner - lekkoatletyka, skok wzwyż
- Hendrik Gruber - lekkoatletyka, skok o tyczce
- Kristina Gadschiew - lekkoatletyka, skok o tyczce
- Martina Zacke - szermierka, floret indywidualnie
- Sebastian Lehmann - taekwondo, kategoria poniżej 72 kilogramów
- Robert Vossen - taekwondo, kategoria powyżej 84 kilogramów
- Nico Christ, Nico Stehle, Lennart Wehking - tenis stołowy, turniej drużynowy